# LOVE1
『LOVE1』（ラブワン）は、2023年1月25日にavex traxから発売されたONE LOVE ONE HEARTの1枚目のアルバムである。

## 概要
芸能事務所スターダストプロモーションとエイベックスの初の合同プロジェクトによって結成された男女混合グループONE LOVE ONE HEARTにとってのデビューアルバムとなる。
本アルバムには配信限定シングルが5曲含まれている。ONE LOVE ONE HEARTがこれまでにリリースしたシングルは全て配信限定でありCDシングルを発売したことはなかった。グループとしてCDを発売するのは本アルバムが初となる。
「Glory Dayz」が本アルバムのリード曲となる。Hi-yunk（BACK-ON）が作詞作曲編曲を手掛けた。
「パレードはやめた」、「You&Me」、「青い心」、「Breath」、「オノマトペ」の5曲はONE LOVE ONE HEARTが主演を務めた舞台『オノマトペ』で使用された楽曲となる。
なお、2023年6月11日にONE LOVE ONE HEARTメンバーの咲太朗がグループを脱退したので、結成メンバー10人によるアルバムは本作が唯一となる。

## 収録曲
（ONE LOVE ONE HEART：相原一心・イーチ・飯塚瑠乃・久昌歩夢・洸瑛・咲太朗・佐々木杏莉・笹原遼雅・藤咲碧羽・矢嶋由菜）

### 楽曲解説
1. Glory Dayz
本アルバムのリード曲となる。悩みや不安をはねのけて明るい未来へ突き進む希望を歌った楽曲である。矢嶋由菜は明るくてハッピーな曲調ではあるが、その反面に現代のネガティブなニュースや時代を反映したような表現が歌詞に表れていると述べている[7]。
音楽番組『BREAK OUT』（テレビ朝日系列）2023年1月度エンディング・トラックとして使用された[9]。
2. The Witch
ハロウィンの夜をイメージさせる楽曲となっている。ONE LOVE ONE HEARTの活動のコンセプトの一つに「渋谷」があるが、本楽曲の歌詞にも「渋谷(field)」が入っている[10]。
3. 本日ハ晴天ナリ
Do As Infinityの同名楽曲のカバーとなる。編曲はHi-yunk（BACK-ON）が手掛けている。配信限定シングルとして2022年9月5日に配信が開始された[11]。
4. パレードはやめた
配信限定シングルとして2022年8月3日に配信が開始された[12]。ONE LOVE ONE HEART主演の舞台『オノマトペ』で使用された楽曲となる[7]。飯塚瑠乃は「メッセージ性がかなり強くて、何か訴えたり、自分に言い聞かせたりするような曲になっていて。悩んだときに聴いたら元気をもらえそう。サビも一度聴いたら頭から離れないです。」と述べている[10]。
5. You&Me
配信限定シングルとして2022年10月26日に配信が開始された[13]。舞台『オノマトペ』で使用された楽曲となる[7]。大切な人に思いを伝えられないもどかしい気持ちが表現されている楽曲である[13]。
6. 青い心
配信限定シングルとして2022年10月26日に配信が開始された[13]。舞台『オノマトペ』で使用された楽曲となる[7]。若者の葛藤や不安が表現されている楽曲である[13]。
7. Breath
舞台『オノマトペ』で使用された楽曲となる[7]。笹原遼雅は本楽曲の最後のほぼ音楽が流れていない箇所での洸瑛のソロパートが独特の余韻に浸れる感じがしてよいと述べている[10]。
8. オノマトペ
舞台『オノマトペ』で使用された楽曲となる[7]。咲太朗はアルバム収録曲の中で本楽曲はR&Bっぽさが強く突出している感があると述べている[10]。
9. Alright
本楽曲について咲太朗は、アルバム収録曲の中で直近に取った曲であり舞台やステージを経験してメンバーの発声の仕方が少しずつ変わっていて声自体も以前と比べて通る声になっていると述べている[7]。
10. YOUTH
ONE LOVE ONE HEARTが結成・始動した2022年1月28日にYouTubeにてStarting Dance Videoとして公開されたオリジナルダンストラックとなる[14]。
11. Now or Never
ONE LOVE ONE HEARTのデビュー曲として2022年4月27日に配信限定シングルとして配信開始された[15]。
2022年4月26日深夜に放送された音楽番組『PLAYLIST』（TBSテレビ）にてONE LOVE ONE HEARTとして初の歌番組出演を果たし本楽曲のパフォーマンスを行った[16][17]。

### 楽曲クレジット
| #         | タイトル             | 作詞                               | 作曲                               | 編曲               | 時間  |
| --------- | -------------------- | ---------------------------------- | ---------------------------------- | ------------------ | ----- |
| 1.        | 「Glory Dayz」       | Hi-yunk（BACK-ON）                 | Hi-yunk（BACK-ON）                 | Hi-yunk（BACK-ON） | 4:03  |
| 2.        | 「The Witch」        | 中瀬佑一・KURIS                    | 中瀬佑一・KURIS                    | 中瀬佑一           | 4:04  |
| 3.        | 「本日ハ晴天ナリ」   | D・A・I                            | D・A・I                            | Hi-yunk（BACK-ON） | 3:20  |
| 4.        | 「パレードはやめた」 | ペンギンス・永野小織・Kaz Kuwamura | ペンギンス・永野小織・Kaz Kuwamura | ペンギンス         | 4:13  |
| 5.        | 「You&Me」           | Grace Tone                         | Grace Tone・RIKE                   | RIKE               | 4:01  |
| 6.        | 「青い心」           | 山下和彰                           | 山下和彰                           | 山下和彰           | 3:58  |
| 7.        | 「Breath」           | KOMU                               | 川崎智哉                           | 川崎智哉           | 4:26  |
| 8.        | 「オノマトペ」       | KOMU                               | 川崎智哉                           | 川崎智哉           | 3:40  |
| 9.        | 「Alright」          | Kanata Okajima                     | Kanata Okajima・Soma Genda         | Soma Genda         | 5:04  |
| 10.       | 「YOUTH」            |                                    | GROUND-LINE                        | GROUND-LINE        | 2:31  |
| 11.       | 「Now or Never」     | 中瀬佑一・KURIS                    | 中瀬佑一・KURIS                    | 中瀬佑一           | 4:25  |
| 合計時間: | 合計時間:            | 合計時間:                          | 合計時間:                          | 合計時間:          | 43:45 |

## 販売形態

### CDアルバム
2023年1月25日にTYPE-A、TYPE-B、TYPE-Cの3形態でCDアルバムが発売された。TYPE-AにはBlu-rayも付属している。
| 形態   | 規格       | 規格品番     | 収録内容 |
| ------ | ---------- | ------------ | --- |
| TYPE-A | CD+Blu-ray | AVCD-63388/B | - CD - Blu-ray 1. Glory Dayz (Music Video) 2. Glory Dayz (Music Video Making Movie) 3. You&Me (Music Video) 4. 本日ハ晴天ナリ (Music Video) 5. Now or Never (Music Video) 6. YOUTH (Dance Video) 7. オノマトペVol.1 |
| TYPE-B | CD         | AVCD-63389   | - CD |
| TYPE-C | CD         | AVCD-63390   | - CD |

全タイプ初回封入特典：トレーディングカード（全13種中1種ランダム封入）

### 配信アルバム
2023年1月25日のCDアルバム発売と同日に配信アルバムも各種配信サイトにてリリースされた。収録内容はCDの内容と同一となる。
| 規格 | 規格品番          | 収録内容     |
| ---- | ----------------- | ------------ |
| 配信 | ANTCD-A0000009209 | - CDと同内容 |

## タイアップ
| 楽曲           | タイアップ                      | 内容                              | 備考  |
| -------------- | ------------------------------- | --------------------------------- | ----- |
| 「Glory Dayz」 | 『BREAK OUT』（テレビ朝日系列） | 2023年1月度エンディング・トラック | [ 9 ] |

## テレビ出演
| 楽曲             | 番組                      | 放送日            | 備考                   |
| ---------------- | ------------------------- | ----------------- | ---------------------- |
| 「Now or Never」 | 『PLAYLIST』（TBSテレビ） | 2022年4月26日深夜 | グループ初の歌番組出演 |